# Freedom Call
Freedom Call – niemiecki zespół muzyczny grający power metal, założony w 1998.

## Dyskografia
| 1999                           | Stairway To Fairyland - Data: 31 maja 1999 - Wydawca: Steamhammer       | —  | —  | —  | —   |
| 2001                           | Crystal Empire - Data: 22 stycznia 2001 - Wydawca: Steamhammer          | 94 | —  | —  | —   |
| 2002                           | Eternity - Data: 3 czerwca 2002 - Wydawca: Steamhammer                  | 55 | —  | —  | —   |
| 2005                           | The Circle of Life - Data: 21 marca 2005 - Wydawca: Steamhammer         | —  | —  | 32 | 267 |
| 2007                           | Dimensions - Data: 20 kwietnia 2007 - Wydawca: Steamhammer              | 92 | —  | —  | 255 |
| 2010                           | Legend of the Shadowking - Data: 1 stycznia 2010 - Wydawca: Steamhammer | —  | —  | 50 | —   |
| 2012                           | Land of the Crimson Dawn - Data: 24 lutego 2012 - Wydawca: Steamhammer  | 59 | 67 | 55 | —   |
| 2014                           | Beyond - Data: 24 lutego 2014 - Wydawca: Steamhammer                    | —  | —  | —  | —   |
| 2019                           | M.E.T.A.L. - Data: 23 sierpnia 2019 - Wydawca: Steamhammer              | —  | —  | —  | —   |
| "—" pozycja nie była notowana. |                                                                         |    |    |    |     |

| Rok  | Tytuł                                                         |
| ---- | ------------------------------------------------------------- |
| 2004 | Live Invasion - Data: 19 kwietnia 2004 - Wydawca: Steamhammer |

| Rok  | Tytuł                                                             |
| ---- | ----------------------------------------------------------------- |
| 2011 | Live in Hellvetia - Data: 14 kwietnia 2011 - Wydawca: Steamhammer |

| Rok  | Tytuł                                                         |
| ---- | ------------------------------------------------------------- |
| 2013 | Ages of Light - Data: 29 kwietnia 2013 - Wydawca: Steamhammer |

| Rok  | Tytuł                                                    |
| ---- | -------------------------------------------------------- |
| 1999 | Taragon - Data: 20 listopada 1999 - Wydawca: Steamhammer |